# ビーナスライン (パチスロ)
ビーナスラインはオリンピアから発売された7ラインのパチスロ機。小役回収打法が発覚し、発売後短期間で他の機種に入れ替えられた。本項では小役回収打法騒動、後継機「ビーナス7」にも触れる

## 概要
本機は左リール中段・中リール中段・右リール上段と左リール中段・中リール中段・右リール下段を加えた7ライン機である。小役ナビ機能があり、予告音とともに子役ナビが発生。発生する内容やタイミングによって信頼度が変化した。
またエクストララインで7をそろえた場合にハープ音が鳴り響くということで当初人気を得た。後にはさみ打ちすればボーナスがエクストララインでそろいやすい制御であったことが攻略雑誌により判明する。

## 小役回収打法騒動
小役回収打法の登場はパチスロ必勝ガイド1998年12月28日発売号に『ファイヤーコング』で一定の絵柄を逆押しで目押しすることで、順押しなら取りこぼす小役をすべて回収することができるという打法がスクープ記事として掲載されたことが始まりである。同打法がリール配列が全く同じビーナスラインにも通用したことから、設定1でも大幅に機械割が上昇し、よりボーナス確率の高いビーナスラインに人が群がり、台取りをめぐるトラブルが頻発。中には傷害事件が起きたホールまで存在した。発覚が12月27日と年末であったことから対応が後手に回った。これによりホールは年明け後から変則押し禁止、ボーナス後1回交換などの規制をしたが、それでも店側の利益が出ないため、シマ閉鎖をするホールが続出し、短期間で入れ替えられることになった。

## ビーナス7
騒動から数ヵ月後、オリンピアは後継機のビーナス7を販売した。ビーナスラインのような小役回収打法はなかったものの、設定によって通常時の1000円あたりの回転数に大きな差が生じたことから客離れが起こり短命に終わる